# بخش سولوکومبو
بخش سولوکومبو (به لاتین: Solukhumbu District) یک بخش در نپال است که در استان شماره ۱ واقع شده‌است. بخش سولوکومبو ۳٬۳۱۲ کیلومتر مربع مساحت و ۱۰۵٬۸۸۶ نفر جمعیت دارد.کوه اورست در بخش شمالی این منطقه، در پارک ملی ساگارماتا قرار دارد.